# Senat Kaisen I
Der Senat Kaisen I amtierte vom 1. August 1945 bis 28. November 1946 als Bremer Landesregierung.
| Amt                               | Name                                    | Partei | Partei                   |
| --------------------------------- | --------------------------------------- | ------ | ------------------------ |
| Präsident des Senats              | Wilhelm Kaisen                          |        | SPD                      |
| Bürgermeister                     | Theodor Spitta                          |        | BDV                      |
| Justiz                            | Theodor Spitta                          |        | BDV                      |
| Schulen und Erziehung             | Christian Paulmann                      |        | SPD                      |
| Gesundheit                        | Käthe Popall                            |        | KPD                      |
| Finanzen                          | Hermann Wenhold bis zum 30. März 1946 ° |        | BDV                      |
| Finanzen                          | Wilhelm Nolting-Hauff                   |        | parteilos                |
| Bau                               | Emil Theil                              |        | SPD                      |
| Bau                               | Ludwig Hillmann                         |        | BDV                      |
| Wirtschaft, Häfen und Verkehr     | Hermann Apelt                           |        | BDV                      |
| Ernährung und Arbeitseinsatz      | Hermann Wolters                         |        | KPD, ab 16. Mai 1946 SPD |
| Wohlfahrtswesen                   | Adolf Ehlers                            |        | KPD, ab 16. Mai 1946 SPD |
| Wohnungswesen (ab 1. August 1946) | Albert Häusler                          |        | KPD                      |
| Interzonale Wirtschaftsfragen     | Gustav Wilhelm Harmssen °               |        | parteilos                |
| Ernährung und Landwirtschaft      | Andree Bölken °                         |        | parteilos                |

Hinweise
- ° Laut Spitta „halbamtliche“, unbesoldete Mitglieder im Senat
- Harmssen war auch beigeordneter Senator für Wirtschaft, Häfen und Verkehr.
- Wenhold (BDV) war beigeordneter Senator für Finanzen.
- Bölken (Parteilos) war beigeordneter Senator für Ernährung und Arbeitseinsatz.
- Hillmann (BDV) war bis zum 30. März 1946 beigeordnete Senator für das Bauwesen.